# Orientaliska irrgång-salongen

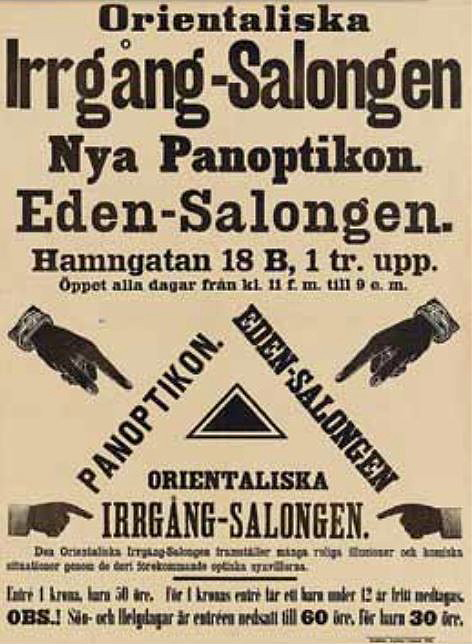
Affisch från 1894.

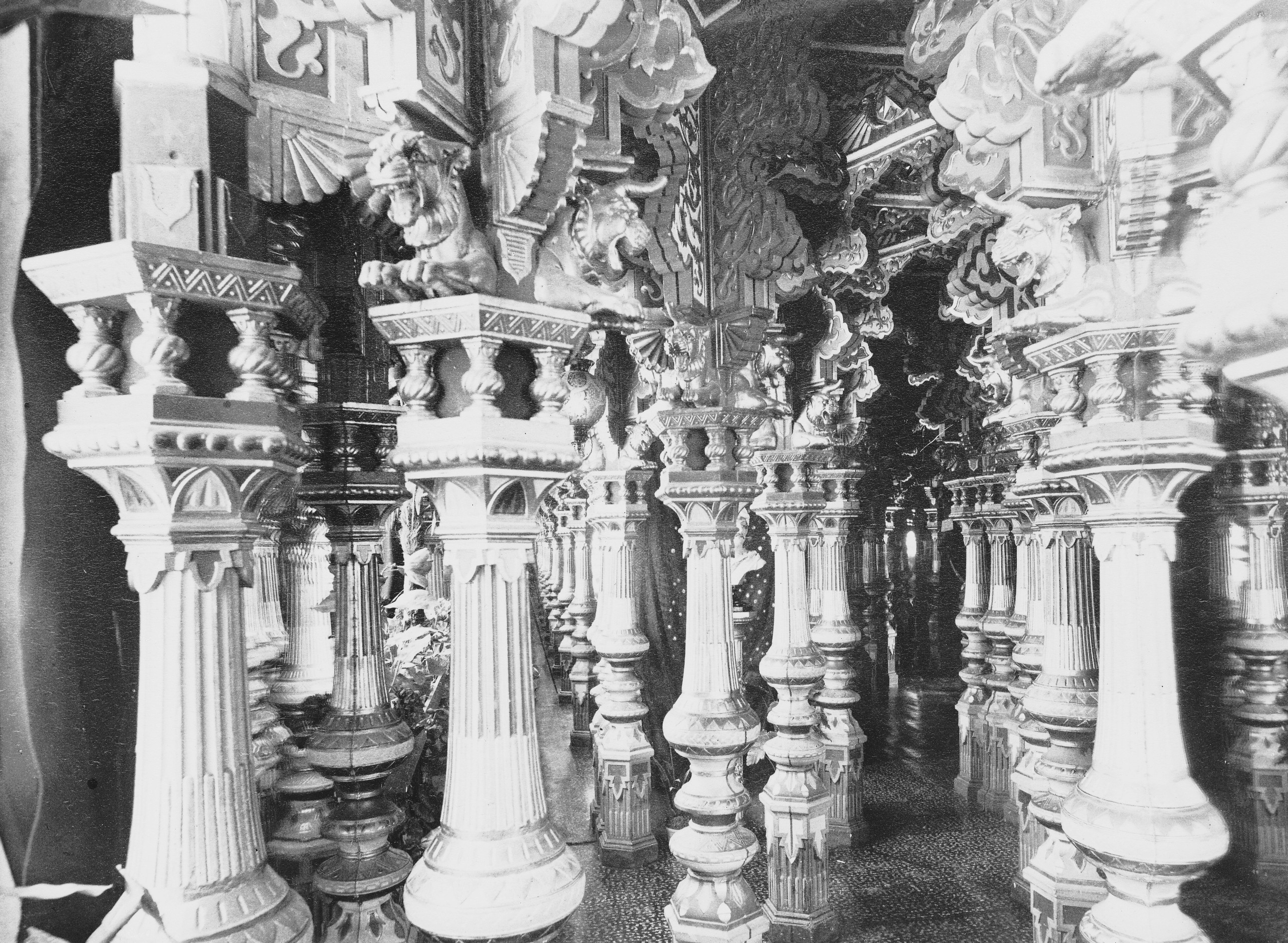
Irrgång-salongen, interiör.

Orientaliska irrgång-salongen var en irrgångssalong och spegellabyrint i orientalisk stil som invigdes 1890 i en byggnad vid Hamngatan 18B på Norrmalm i Stockholm. I samma hus öppnade 1890 även Nya Panoptikon och Eden-Salongen. Bakom inrättningarna stod skulptören Richard Sundell. Byggnaden revs 1913 och på platsen uppfördes varuhuset NK

## Historik

### Orientaliska irrgång-salongen
Orientaliska irrgång-salongen öppnade i januari 1890 i övre våningsplanet på fastigheten Hästen 4 vid Hamngatan 18B, granne till Sveasalen. Skapare och ägare av Irrgångs-salongen var skulptören Richard Sundell. I Berlin fanns en liknande anläggning, dock inte så stor och påkostad som den i Stockholm. Sundells ateljé hade dessförinnan varit delaktig i skapandet av Sveasalens orientaliska utsmyckningar. Irrgångssalongen blev en stor publik framgång och uppmärksammades i svensk press. Där skrev bland annat Dagens Nyheter: Främlingarnas förtjusning öfver vistelsen i Sverige och det märkliga (i all synnerhet orientaliska irrgångssalongen och fonografen) de här fått se har varit mycket stor.
Orientaliska irrgång-salongen byggde på idén om ett kalejdoskop. Inredningen bestod av ett 70-tal kolonner och 40 speglar som tillverkats i Belgien, eftersom så stora speglar inte fanns att tillgå i Sverige. Principen var att speglar (från golv till tak) uppsattes mellan kolonnerna och genom att de var vinklade reflekterades besökarnas bild i det nästan oändliga. På vissa platser kunde man se sig själv 52 gånger. Speglarna var tillräckligt tjocka att stå emot hårda stötar, ifall någon besökare skulle springa in i en. Hela anordningen fick besökarna att se syner och att bli lätt förvirrad samt att "veta varken in eller ut". En del hittade bara ut ur irrgång-salongen med personalens hjälp.
Kolonnerna var tillverkade av gips på väv och sammansatta på träställningar. Gestaltningen var inspirerad av orienten med polykrom målning i guld, blått och rött samt utsmyckningar med persiska sfinxer och förgyllda kapitäl. Gångarna var målade i rött, blått och gult och väggarna var draperade med äkta indiska tyger. Blomstergrupper, byster och fontäner samt belysning med elektriska lampor förhöjde effekterna. Hela arrangemanget tillverkades under åtta veckor på Sundells ateljé. Inträdesavgiften var en krona.

### Nya Panoptikon och Edensalongen

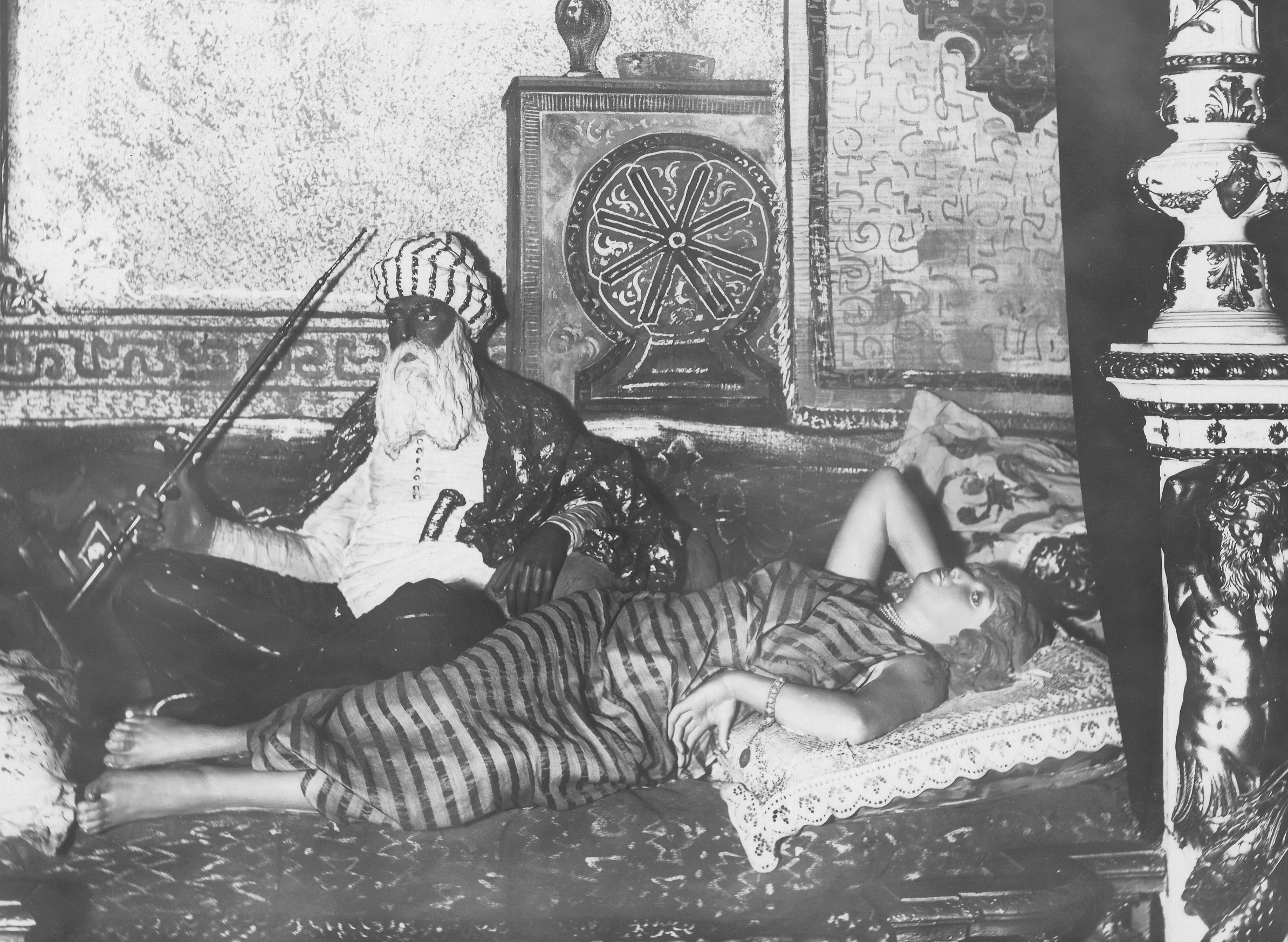
Nya Panoptikon, interiör.

I november 1890 öppnade Richard Sundell även Nya Panoptikon och Edensalongen belägna i samma byggnad som Irrgång-salongen. Edensalongen var i likhet med Irrgång-salongen en anordning med speglar där besökaren kände sig förflyttad till en ”oändlig lustgård med smakfulla blomstergirlanger, upplyst av en mångfald ljus och vimlande av människor”, som Dagens Nyheter det uttryckte. Illusionen skapades av upp till 600 speglar.
Nya Panoptikon bestod av en samling olika människogrupper visande scener från kända målningar respektive skapade efter Sundells fantasi. Figurerna var inte modellerade i vax, som exempelvis i Svenska Panoptikon, utan i en sorts lera som målats mycket naturtroget polykrom. De var uppställda i två salonger under bland annat temat ”italiensk renässans”, ”Öldrickande munkar”, ”Kortspelare” och ”Scen från en operamaskerad i Paris”.

### Nedläggningen
Sundells irrgångssalong  hölls i gång till 1897. Fastigheten Hästen 4 där Orientaliska irrgång-salongen och Sveasalen samt gamla Sparreska palatset var belägna ägdes av storbyggmästaren Carl Oscar Lundberg. Han sålde 1913 sina tomter i kvarteret Hästen till byggbolaget Kreuger & Toll som rev bebyggelsen och uppförde varuhuset NK, invigt 1915.